# Solomon Taylor North
Solomon Taylor North (* 24. Mai 1853 im Jefferson County, Pennsylvania; † 19. Oktober 1917 bei Punxsutawney, Pennsylvania) war ein US-amerikanischer Politiker. Zwischen 1915 und 1917 vertrat er den Bundesstaat Pennsylvania im US-Repräsentantenhaus.

## Werdegang
Solomon Taylor besuchte die öffentlichen Schulen seiner Heimat. In den folgenden sechs Jahren unterrichtete er selbst als Lehrer. Danach war er 20 Jahre lang Schuldirektor. Außerdem arbeitete er im Holzhandel, als Farmer und im Bankgewerbe. Er wurde auch Mitglied der Nationalgarde von Pennsylvania. Später wurde er einer der Direktoren der Punxsutawney National Bank. Gleichzeitig schlug er als Mitglied der Republikanischen Partei eine politische Laufbahn ein. Im Jahr 1898 nahm er als Delegierter an regionalen Parteitag der Republikaner für Pennsylvania teil. Zwischen 1905 und 1907 sowie nochmals in den Jahren 1911 und 1913 saß er als Abgeordneter im Repräsentantenhaus von Pennsylvania.
Bei den Kongresswahlen des Jahres 1914 wurde North im 27. Wahlbezirk von Pennsylvania in das US-Repräsentantenhaus in Washington, D.C. gewählt, wo er am 4. März 1915 die Nachfolge von J. N. Langham antrat. Da er im Jahr 1916 von seiner Partei nicht zur Wiederwahl nominiert wurde, konnte er bis zum 3. März 1917 nur eine Legislaturperiode im Kongress absolvieren. Er starb am 19. Oktober 1917 nahe Punxsutawney, wo er auch beigesetzt wurde.